# Visual Design
Visual Design (deutsch etwa Gestaltung von Bildnissen) ist ein facettenreiches Gebiet, das Ästhetik und Strategie vereint, um sowohl die Benutzerfreundlichkeit als auch das visuelle Erlebnis eines digitalen Produkts zu verbessern. Es beinhaltet die geschickte Anwendung von Bildern, Farben, Schriftarten und Layouts, um nicht nur ansprechend zu wirken, sondern auch die Marke zu stärken und das Vertrauen und Interesse der Nutzer zu wecken.

## Grundlagen des Visual Designs
Visual Design konzentriert sich auf die visuellen Aspekte einer Website oder eines Produkts (Produktdesign), um eine positive Benutzererfahrung zu schaffen. Es geht darum, ein Gleichgewicht zwischen Ästhetik und Funktionalität zu finden, ohne den Inhalt zu überlagern oder dessen Verständlichkeit zu beeinträchtigen.
Visual Design ist ein essentieller Bestandteil der modernen digitalen Landschaft, der über die reine Ästhetik hinausgeht und tief in der Strategie, Benutzerpsychologie und Markenbildung verwurzelt ist. Die erfolgreiche Anwendung von Visual Design verbessert nicht nur die Benutzererfahrung, sondern trägt auch signifikant zur Markenidentität und zum Geschäftserfolg bei. Die Anwendung von Best Practices kann mit Visual Design die Grenzen des Möglichen erweitern und innovative Lösungen schaffen in der Markenwelt.
Visual Design spielt eine entscheidende Rolle bei der Gestaltung der User Experience (UX), indem es nicht nur das visuelle Erscheinungsbild eines Produkts oder einer Dienstleistung verbessert, sondern auch die Benutzerführung, die Informationsarchitektur und die allgemeine Wahrnehmung beeinflusst. Durch die Anwendung von Designprinzipien und -elementen (User Experience Design) können visuelle Designer komplexe Informationen zugänglich und verständlich machen und so eine positive Benutzererfahrung schaffen.

### Elemente des Visual Designs
Zu den grundlegenden Elementen des Visual Designs gehören:
- Linien: Diese verbinden zwei Punkte und können zur Definition von Formen, zur Trennung von Bereichen und zur Erstellung von Texturen verwendet werden.
- Formen: Sie sind selbst enthaltene Bereiche, die durch Linien, Farbunterschiede oder Texturen definiert werden.
- Farbpalette: Die Auswahl und Kombination von Farben dient der Differenzierung von Elementen, der Tiefenwirkung, der Hervorhebung oder der Organisation von Informationen.
- Textur: Sie bezieht sich auf das Gefühl oder die wahrgenommene Beschaffenheit einer Oberfläche und kann durch die Wiederholung eines Elements geschaffen werden.
- Typografie: Die Wahl der Schriftarten, deren Größe, Ausrichtung, Farbe und Abstand zueinander.
- Form: Bezieht sich auf dreidimensionale Objekte und beschreibt ihr Volumen und ihre Masse.

### Prinzipien des Visual Designs
Um ein erfolgreiches visuelles Design zu schaffen, werden folgende Prinzipien angewendet:
- Einheit: Alle Elemente auf einer Seite erscheinen visuell oder konzeptionell als zusammengehörig.
- Gestalt: Unterstützt die Wahrnehmung des Gesamtdesigns statt einzelner Elemente.
- Raum: Die Einbeziehung von Raum in ein Design kann Lärm reduzieren, die Lesbarkeit erhöhen oder Illusionen schaffen.
- Hierarchie: Zeigt den Unterschied in der Bedeutung zwischen Elementen an.
- Balance: Erzeugt die Wahrnehmung einer gleichmäßigen Verteilung.
- Kontrast: Hebt Elemente hervor, indem Unterschiede in Größe, Farbe und anderen Merkmalen betont werden.
- Maßstab: Identifiziert eine Reihe von Größen und schafft Interesse und Tiefe.
- Dominanz: Ein Element wird als Schwerpunkt gesetzt, während andere untergeordnet sind.
- Ähnlichkeit: Schafft Kontinuität im Design ohne direkte Duplikation

## Ausbildung im Visual Design
Visual Designer arbeiten in verschiedenen Branchen und Plattformen, von Websites über Spiele bis hin zu Filmen. Eine Tätigkeit im Visual Design erfordert Kreativität, strategische Nutzung von Farbe, Linien, Typografie und Weißraum sowie ausgezeichnete schriftliche und mündliche Kommunikationsfähigkeiten. Im Vergleich zu anderen Designfeldern unterscheidet sich Visual Design durch seinen Schwerpunkt auf digitale Schnittstellen und die Schaffung einer ansprechenden Benutzererfahrung, während es gleichzeitig die Markenidentität stärkt. Im Gegensatz dazu fokussiert sich das Grafikdesign auf die Erstellung visueller Inhalte für verschiedene Medien, sowohl digital als auch gedruckt, und legt den Schwerpunkt auf Kommunikation und Botschaftsübermittlung.